# Henry Scrymgeour-Wedderburn
Henry James Scrymgeour-Wedderburn (Edimburgo, 3 de mayo de 1902 - 29 de junio de 1983), fue un noble, soldado y político escocés. Fue el 11º conde de Dundee.

## Antecedentes y educación
Dundee fue el hijo mayor del Coronel Henry Scrymgeour-Wedderburn, 10º conde de Dundee de iure, y Edith, hija de John Moffat. Estudió en Winchester y Balliol College, Oxford, donde fue presidente de la Oxford Union en octubre de 1924. Se graduó con una maestría en artes en 1926.

## Carrera política
Después de dejar Oxford se unió al ejército, ascendiendo al rango de Capitán en el 7.º Batallón The Black Watch (Royal Highland Regiment). Dundee fue elegido miembro unionista del parlamento de West Renfrewshire desde 1931 hasta 1945. Fue nombrado Secretario privado parlamentario del presidente de la junta de Eden durante dos años antes de pasar al Ministerio de Agricultura. En 1935 fue Secretario privado parlamentario del Secretario de Estado de Escocia antes de ser ascendido a Subsecretario de Estado de Escocia hasta el estallido de la guerra. Sirvió en la Segunda Guerra Mundial como oficial con el 7.º Batallón The Black Watch de 1939 a 1941, dejando el rango de Capitán.
Lord Scrymgeour resultó herido y regresó a la política en Londres. Fue brevemente Subsecretario de Estado adjunto para Escocia desde 1941 hasta 1942. Fue elegido miembro de la delegación parlamentaria en China justo cuando los soldados japoneses irrumpieron en Singapur. Los delegados prometieron ofrecer apoyo militar chino en una alianza más amplia para luchar contra la ocupación de Manchuria.
El 31 de julio de 1952 el Comité de Privilegios de los Lores aceptó la reclamación de la familia Scrymgeour sobre el título de Dudhope y Scymgeour en la nobleza escocesa; y nuevamente el 18 de mayo de 1953 se afirmó su reclamo sobre el condado de Dundee y Lord Innerkeithing. El 30 de julio de 1954 fue creado el título de Barón de Glassary, en el condado de Argyll, en la Nobleza del Reino Unido, otorgándole un asiento automático en la Cámara de los Lores.
Macmillan eligió a Dundee como  ministro sin cartera de 1958 a 1961 debido a una gran cantidad de experiencias en el país y en el extranjero. Dundee fue ascendido como segundo al mando en el Ministerio de Relaciones Exteriores como Ministro de Estado de Relaciones Exteriores de 1961 a 1964. Simultáneamente, fue subdirector adjunto de la Cámara de los Lores de 1960 a 1962 y vicepresidente de la Cámara de los Lores de 1962 a 1964. En 1959 fue nombrado Consejero Privado.
Lord Dundee fue también el abanderado real hereditario de Escocia, un derecho establecido por su padre ante el Tribunal de Reclamaciones en 1902. Fue condecorado con el premio de la Orden de la Estrella Brillante de China (con corbata especial). Fue galardonado con un LLD honorario por la Universidad de Saint Andrews en 1954.

## Familia
Lord Dundee se casó con su cuñada Patricia Katherine Montagu Douglas Scott, nieta de William Montagu Douglas Scott, 6º duque de Buccleuch el 30 de octubre de 1946. Anteriormente, estuvo casada con su hermano. Fue viuda de dos soldados, ambos muertos en combate: el teniente coronel. Walter Douglas Faulkner MC de la Guardia Irlandesa (k. Mayo de 1940), y el hermano menor de Lord Dundee, David Scrymgeour-Wedderburn DSO de la Guardia Escocesa (1912-1944), con cada uno de los cuales tuvo dos hijos.
Lord y Lady Dundee tuvieron un hijo juntos:
- El Honorable Alexander Henry Scrymgeour de Dundee, más tarde 12º conde de Dundee (nacido el 5 de junio de 1949).

Lady Dundee murió el 3 de diciembre de 2012 a la edad de 102 años. Su hija Elizabeth se casó con John Roper-Curzon, 20º barón de Teynham.